# Lone Kellermann
Lone Kellermann Ekelund (født 20. marts 1943 i København, død 30. april 2005 i Stubbekøbing) var en dansk sangerinde og skuespiller. Hun er mor til Iben Kellerman (født 6. marts 1965) og mormor til Julian Christian Thiesgaard Kellerman. Begge er som Kellermann sangere og skuespillere.
Lone Kellermann var i 1970'erne og 1980'erne et stort aktiv for den danske blues- og rockscene, og hun udfoldede sideløbende sit talent på de skrå brædder i en række revyer og teaterstykker.
Det folkelige gennembrud kom på hendes anden plade, Før Natten Bli'r til Dag, i 1978 med den for Lone Kellermann atypiske sang Se Venedig og dø, som var en gave fra Kim Larsen. Det var egentlig skrevet til Gasolin', og var tiltænkt som deres bidrag til brug i Dansk Melodi Grand Prix i 1978, men Kim Larsen forærede Lone Kellermann & Rockbandet denne sang. I Rockbandet, som var Lone Kellermanns faste band, spillede Bjørn Uglebjerg trommer. Han havde i sin tid været trommeslager i Gasolin'. Sangen blev et kæmpe hit for Kellermann, og er den, som flere generationer umiddelbart forbinder hende med.
Kellermann var oprindelig uddannet barneplejerske og fritidspædagog. Fra begyndelsen af 1960'erne begyndte hun at komme meget i miljøet omkring Jazzhus Montmartre i Store Regnegade i København, og i 1970 debuterede hun som sanger i bandet Blues Power. I 1976 medvirkede hun på støttepladen for Christiania med sangen Christiania Kampsang med bandet Osiris, der bestod af Karsten Madsen på bas, Bo Jacobsen på trommer, Niels Pedersen på orgel, Tømrerclaus på guitar (og tekst og musik), Lone Kellermann vokal, og efterfølgende flyttede Lone Kellermann selv ind på fristaden. Samme år dannede hun Lone Kellermann og Rockbandet, og hun medvirkede på en anden af tidens store protestplader Atomkraft – Nej Tak med en sang skrevet af Tom Lundén, "Sidste Vers."
Pladedebuten kom i 1977, og blandt de medvirkende var tre af medlemmerne fra Gasolin' samt Lis Sørensen, Billy Cross og Tom Lundén, som producerede sammen med Ivan Horn. I alt udgav hun fire plader i årene 1977-1981, men de to sidste plader var ingen succes, hverken kunstnerisk eller kommercielt, og det blev reelt hendes farvel til rockmusikken.
Hendes sidste rockplade fra 1981 kom til at hedde Fod under eget bord. Denne udgivelse blev der satset lidt flere penge på, idet pladen udkom med fire forskellige omslag. Omslaget var det samme rent grafisk og forstillede en dame med en T-shirt påtrykt pladens titel. Men farverne på T-shirten varierede: Grøn, gul, lyserød, og turkis.
Det blev i årenes løb også til enkelte filmroller, bl.a. rollen som Olivia i Astrid Henning-Jensens filmatisering af Dea Trier Mørchs bog Vinterbørn. I 1987 blev hun forsanger i Christianshavns Bluesband, som blandt andre talte de to tidligere Gasolin'-medlemmer Franz Beckerlee og Søren Berlev. Bandet havde en omfattende turnévirksomhed frem til 1993, men musikken blev først udgivet i 2000. I 1993 havde hun desuden succes med Benny Holst og Arne Würgler med Sømanden og Stjernerne.
På teaterscenen blev Lone Kellermann i 1979 hyret af Volmer Sørensen til Cirkusrevyen på Dyrehavsbakken, hvor anmelderne omtalte hende som en ny Liva Weel. Desuden har hun bl.a. optrådt med Jytte Abildstrøm i Riddersalen og med Niels Skousen.
Hun har desuden bl.a. lagt stemme til Uglemor i Disney-tegnefilmen Mads og Mikkel (1981) og hyænen Shenzi i Løvernes Konge (1994) samt den efterfølgende tv-serie.
Da Lone Kellermann i 2001 sang Se Venedig og dø i tv-programmet Fællessang på Bakken, var det hendes endegyldige farvel til musikscenen. Samme år flyttede hun til Stubbekøbing på Falster, langt væk fra rampelyset. I 2003 og 2004 medvirkede hun dog på to cd'er fra Exlibris: Dels med sangen Konen og hyrdehunden på Holger Laumanns og Vagn Lundbyes Dyrefabler, dels på hyldest-cd'en Til Benny i anledning af Benny Andersens 75-års-fødselsdag, hvor Lone Kellermann et halvt år før sin død indsang Svantes Svanesang – Timerne bliver så korte.
I 1990 lavede Lone Kellermann sammen med Troels og Søren Schmidt (Lone Kellermann & Schimidt'erne) en historie om trolden Motorikken som tager på eventyr, i tilknytning til historien blev der indspillet nogle sange som, Boogaloo, Trolden Motorikken, Månesangen, Hoppesangen, Harrys Ferrari, og Den allersidste sang. Motorikken blev udgivet på kassettebånd, og blev lavet i samarbejde med Forbrugerstyrelsen, som led i kampagnen mod børns faldulykker.
Kellermann er begravet på Stubbekøbing Kirkegård.

## Diskografi
som Lone Kellermann
- Lone Kellermann (1977)
- Lone Kellermanns Juleplade (1978)
- Kvinder for Fred / Kærlighed og Fred (1980)

som Lone Kellermann & Rockbandet
- Før Natten Bli'r Til Dag (1978)
- Tilfældigt Forbi (1979)
- Fod Under Eget Bord (1981)

Lone Kellermann & Schimidt'erne
- Motorikken (1990)